# Подземная полёвка
Подземная полёвка (лат. Microtus subterraneus) — многочисленный вид грызунов рода серых полёвок.

## Распространение
Занимает широкий спектр местообитаний, включая лиственные и хвойные леса, луга и пастбища и скалистые районы в высоких горах. Хорошо переносит как сухие, так и влажные условия и не сталкивается с известными угрозами. Встречается в охранных районах по всему ареалу. Подземная полёвка живёт в основном в Европе, где занимает центральные районы от атлантического побережья Франции до европейской части России и Балканского полуострова. Изолированные популяции находятся в Эстонии и под Санкт-Петербургом. За пределами Европы ареал простирается в западную часть Малой Азии (Турция). Наблюдается от 0 до 2300 м над уровнем моря.

## Описание
Длина тела 7,7—10,5 см, хвост длиной 2,4—4,0 см. Животные весят 13—23 г. Мех мягкий и густой, верх буровато—серый, низ белый.

## Образ жизни
Подземная полёвка живёт в колониях, ведёт как дневной, так и ночной образ жизни. Спаривание происходит с марта или апреля по ноябрь. Беременность длится примерно 21 день. Рождается 1—4, в среднем 2—3 детёныша. Новорожденные весят около 2 г, их глаза открываются в возрасте 11—12 дней, в возрасте примерно трёх недель молодые особи становятся независимыми, а в возрасте трёх месяцев половозрелыми. Продолжительность жизни в неволе не более 34 месяцев.